# Frederico Carneiro de Campos
Frederico Carneiro de Campos (Bahia, 1800 — Fortaleza de Humaitá, Paraguai, 3 de novembro de 1867) foi um militar e político brasileiro.
Foi coronel do Corpo de Engenheiros, tando participado do mapeamento das fronteiras do Império do Brasil com as Guianas.
Foi presidente da província da Paraíba, nomeado por carta imperial de 14 de novembro de 1844, de 18 de dezembro de 1844 a 16 de março de 1848. Foi também Deputado Geral pelo Rio de Janeiro.
Em 1864 foi indicado presidente da província do Mato Grosso. A fim de tomar posse do cargo, embarcou no navio mercante imperial Marquês de Olinda seguindo o caminho normal daquela época até Mato Grosso, que consistia em seguir para o sul do Brasil até o Uruguai, entrar no estuário do Rio da Prata, e subir o rio Paraná passando pelo Paraguai. Ao passar por  Assunção foi recebido solenemente pelo presidente do Paraguai, Francisco Solano López. Entretanto, depois de alguns dias, em 12 de novembro de 1864, quando estava no rio Paraguai, foi aprisionado por soldados paraguaios juntamente com toda tripulação e passageiros do navio Marquês de Olinda. Este ato foi realizado por ordem de Francisco Solano López como represália pelas recentes ações políticos e militares do Império do Brasil no Uruguai. Embora preceda a invasão do Mato Grosso por tropas paraguaias e a consequente declaração de guerra, tal evento é considerado o marco inicial da Guerra do Paraguai.

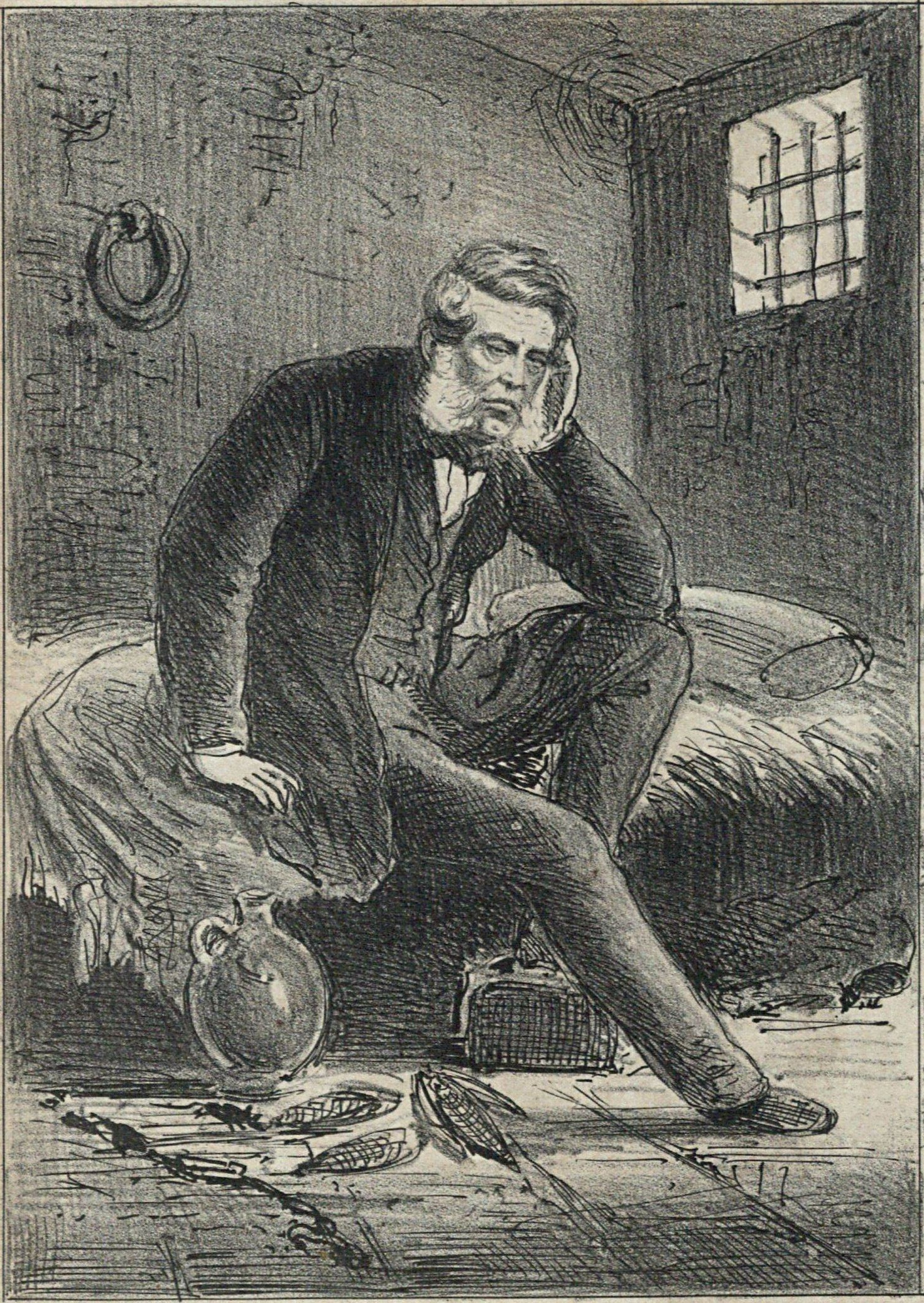
Coronel Carneiro de Campos prisioneiro no Paraguai em charge da Semana Illustrada.

Assim como toda tripulação e passageiros do navio  Marquês de Olinda, Frederico Carneiro de Campos morreu prisioneiro devido à fome e maus tratos. Faleceu na fortaleza paraguaia de Humaitá em 3 de novembro de 1867, alguns meses antes desta ser conquistada por tropas brasileiras ou em Passo Pocu. Sua esposa, Auta Ferreira França, enlouqueceu com o sofrimento.